# فرانك رومانو
فرانك رومانو (بالإنجليزية: Frank Romano)‏ هو منتج أسطوانات وكاتب أغاني أمريكي، ولد في 10 أكتوبر 1970.

## وصلات خارجية
- فرانك رومانو على موقع ميوزك برينز (الإنجليزية)
- فرانك رومانو على موقع ميوزك برينز (الإنجليزية)
- فرانك رومانو على موقع ديسكوغز (الإنجليزية)